# Anagrapheis
Als anagrapheis (altgriechisch ἀνα-γραφείς [Singular:ἀνα-γραφεύς]) wurde eine Gruppe attischer Männer bezeichnet, die 410 v. Chr. damit beauftragt waren, die in Attika geltenden Gesetzestexte zu sammeln.
In den 200 Jahren, seit denen Solon das athenische Rechtssystem reformiert hatte, wurden erlassene Gesetze im ganzen Staatsgebiet der Polis Athen unsystematisch aufgestellt. Gesetzestexte mussten somit, weil sie nicht an zentraler Stelle gesammelt waren, immer erst von den Prozessparteien gesucht werden. Lange Zeit sahen die Athener keinen Grund, dieses System zu ändern. Nachdem im Jahr 410 v. Chr. nach vier Monaten ein oligarchischer Umsturzversuch gescheitert war, der sich unter anderem auch unterschiedlicher und widersprüchlicher Gesetze bediente, sah der Demos von Attika die Zeit gekommen, diese Gesetze zentral zu sammeln. Aus diesem Grund wurden mehrere Männer, die anagrapheis, beauftragt, diese Gesetzestexte zu sammeln. Zunächst war das Unternehmen auf vier Monate angelegt, doch stellte sich schnell heraus, dass es in diesem kurzen Zeitraum nicht zu schaffen war. Somit dehnte sich die Erfassung der Gesetzestexte auf zehn Jahre aus. Sie wurde nur während der Herrschaft der Dreißig für acht Monate unterbrochen.